# Redintegração
Redintegração refere-se à restauração do todo a partir de uma parte dele. O fenômeno cotidiano é que uma pequena parte da memória pode lembrar uma pessoa de toda a memória, por exemplo, "recordar uma música inteira quando algumas notas são tocadas". Foi um termo cunhado pelo filósofo William Hamilton como um princípio em sua teoria da memória, de que uma impressão sensorial leva a recobrar o todo de uma experiência relacionada na consciência, e não partes individuais sequenciais como no associacionismo; ficou conhecida como lei de totalização de Hamilton-Höffding, e uma abordagem redintegracionista também foi desenvolvida com o nome de "ecforia" por Richard Semon. Otto Selz deriva posteriormente uma teoria de completude própria que se baseia em parte na redintegração de Hamilton, tornando-a conhecida como teoria do complexo ou da estrutura, a qual segundo ele teria sido copiada na lei da completude da Gestalt. Na psicologia cognitiva contemporânea, a palavra é usada em referência a fenômenos no campo da memória, onde é definida como "o uso do conhecimento de longo prazo para facilitar a lembrança". Supõe-se que o processo funcione como "conclusão de padrão", em que o conhecimento anterior é usado para facilitar a conclusão do rastreamento de memória parcialmente degradado.

## Pesquisa contemporânea em memória
No estudo da recordação de itens na memória de trabalho, as memórias que se deterioraram parcialmente podem ser recuperadas em sua totalidade. Supõe-se que isso seja realizado por um processo de redintegração, que permite que toda a memória seja reconstruída a partir do rastreio temporário da memória usando o conhecimento anterior do sujeito. O processo parece funcionar devido à redundância da linguagem. Os efeitos do conhecimento de longo prazo na reconstrução de traços da memória foram mostrados para ambas apresentação e recordação visual e auditiva. O mecanismo de redintegração ainda não está totalmente esclarecido e está sendo pesquisado ativamente. 

## Fatores de influência

### Lexicalidade
Na lembrança imediata, a reconstrução de traços é mais precisa para palavras do que para não-palavras. Isso foi rotulado como o efeito de lexicalidade. Supõe-se que o efeito ocorra devido às diferenças na presença e disponibilidade de representações fonológicas. Ao contrário das não-palavras, as palavras possuem representações mentais estáveis dos sons que as acompanham. Essa representação pode ser recuperada a partir de conhecimentos anteriores, facilitando a redintegração do item a partir do rastreamento da memória. O efeito de lexicalidade é comumente usado para apoiar a importância da memória de longa duração nos processos de redintegração. 

### Similaridade do item
A reintegração dos traços de memória pode ser afetada pela similaridade semântica e fonológica dos itens que devem ser recuperados.
O efeito de similaridade semântica refere-se à maior precisão da redintegração para listas contendo itens semanticamente homogêneos do que para aquelas com itens semanticamente heterogêneos. Isso foi atribuído às diferenças na acessibilidade de diferentes memórias no estoque de longo prazo. Quando as palavras são apresentadas em listas semanticamente homogêneas, outros itens podem orientar a reconstrução do traço, fornecendo uma dica para a pesquisa de itens. Isso aumenta a disponibilidade de certas memórias e facilita o processo de redintegração. Um exemplo seria uma tentativa de redintegração de uma palavra a partir de uma lista de nomes de animais. A consistência semântica das palavras evoca as memórias associadas a esse assunto, tornando os nomes dos animais mais acessíveis na memória. 
Ao contrário, a redintegração mostrou ser prejudicada para itens que compartilham características fonológicas. Isso foi atribuído à "competição de rastreamento", onde erros de redintegração são causados por erros nos itens das listas. Esse efeito pode surgir, por exemplo, para as palavras auction (/ˈɔːkʃ(ə)n/) e audience (/ˈɔːdiəns/). O efeito da similaridade fonológica na redintegração pode diferir dependendo da posição dos fonemas compartilhados nos itens.

### Frequência de palavras
O efeito de frequência de palavras refere-se à maior precisão dos processos de redintegração das palavras encontradas com mais frequência no idioma. Esse efeito foi atribuído às diferenças na disponibilidade de itens armazenados na memória de longo prazo. Palavras encontradas com frequência são hipotetizadas como mais acessíveis para recuperação subsequente, o que facilita a reconstrução da redintegração da memória do traço parcialmente degradado.

### Frequência fonotática
O efeito de frequência fonotática refere-se ao padrão na redintegração de memória no qual a reconstrução de traços é mais precisa para itens que contêm combinação de fonemas que é frequentemente representada no idioma. Embora esse efeito seja semelhante ao Efeito de Frequência de Palavras, ele também pode explicar padrões na redintegração de itens que não são de palavras. 

### Outros
Outros fatores que demonstraram facilitar a redintegração incluem a facilidade de imageabilidade dos itens, familiaridade com o idioma  e concretude das palavras.